# District d'Amreli
Le district d'Amreli (gujarati : અમરેલી જિલ્લો) est un district de l'état du Gujarat en Inde.

## Géographie
Le district a une population de 1 514 190 habitants pour une superficie de 7 397 km2.